# Opsadna kula
Opsadna kula je opsadna sprava koja je dizajnirana da štiti napadače i ljestve na prilazu obrambenom zidu utvrđenja. Kula je obično bila pravokutna, s četiri kotača i visine koliki je zid, iako su nekad bile i više što je omogućavalo strijelcima da stanu na vrh i podržavaju trupe koje se iskrcavaju. S obzirom na to da su kule bile drvene i time podložne vatri, morale su biti obložene nekim nezapaljivim materijalom kao što je željezo ili svježa životinjska koža.
Koriste se još od 350 godine pr. Kr. u Europi ali i u drevna vremena na dalekom istoku. Opsadne kule su bile jako glomazne i teške za pokretanje, tako da su se uvijek podizale na samome mjestu opsade. Budući da im je trebalo dosta vremena za izgradnju, opsadne kule su se gradile samo ako je utvrdu bilo nemoguće osvojiti pomoću ljestava ili probojem kroz vrata ili sam zid udarnim ovnom.
Opsadne kule su služile za prebacivanje trupa preko neprijateljskih zidina. Kada bi kula prišla zidu ona bi ispustila korvus poslije čega bi pješaštvo moglo jurnuti na zidine.
Opsadne kule su postale jako ranjive i zastarjele pojavom topova, kada je opsada pošla sasvim drugim smjerom. Kasnije su nastale bitnice, to su bili drveni topovi koji su se kao i opsadne kule pravili na samom mjestu opsade. Nekoliko bitnica je napravila Ruska armija prilikom opsade Kazana 1552. godine.